# Shin Yu-bin
Shin Yu-bin (Koreaans: 신유빈) (Suwon, 5 juli 2004) is een Zuid-Koreaans professioneel tafeltennisster. Ze speelt rechtshandig met de shakehandgreep. Shin is haar achternaam.
Zij vertegenwoordigde haar land op de Olympische Zomerspelen 2020 maar won geen medailles.

## Belangrijkste resultaten
- Zilver op het dubbelspel op de wereldkampioenschappen 2023 in Durban met Jeon Ji-hee.